# Guadalfeo
El Guadalfeo és un riu andalús que neix al terme municipal de Bérchules, al sud de Sierra Nevada i desemboca al mar d'Alborán (Mediterrani) entre Salobreña i Motril. Administrativament pertany enterament a la província de Granada. Té un règim hídric d'un marcat caràcter nivopluvial i torrencial.
Els principals afluents són els rius Ízbor, Sucio, Chico, Poqueira i Trevélez.